# Blondie in Society
Blondie in Society ist eine US-amerikanische Filmkomödie in schwarz-weiß aus dem Jahr 1941. Regie führte Frank R. Strayer, das Drehbuch schrieb Karen DeWolf nach den gleichnamigen Comics von Chic Young und einer Geschichte von Eleanore Griffin. Die Hauptrollen spielten Penny Singleton und Arthur Lake. Blondie in Society ist der neunte Blondie-Film.

## Handlung
Dagwood Bumstead hat seinem Schulfreund Cliff Peters 50 Dollar geliehen. Als Dagwoods Frau Blondie den Scheck findet, denkt sie zunächst an eine Fälschung, fordert Dagwood aber dann auf, das Geld so bald wie möglich einzutreiben, schließlich will sie ein Fahrrad für den sechs Jahre alten Sohn Baby Dumpling kaufen, sich eine Dauerwelle machen lassen und eine Waschmaschine bestellen. Die Familie kann sich das aber nicht leisten. Dagwood bringt aber nicht das Geld, sondern Chin-up, eine Dogge mit allen Rassemerkmalen und verbriefter Abstammung nach Hause. Chin-up verträgt sich gut mit Daisy, dem Familienhund, doch frisst er alles, was er bekommen kann, und richtet bald auch Schaden bei den Nachbarn an. Daher drängt Blondie ihren Mann, Chin-up zu verkaufen. Dagwood schafft es, den Doggenliebhaber Waldo Pincus für den Hund zu interessieren. Der Verkauf soll in Dagwoods Büro getätigt werden, doch kommt Mr. Dithers, Dagwoods Chef, dazwischen. Er möchte Geschäfte mit Mr. Pincus machen. Dieser fühlt sich überrumpelt und verweigert das Geschäft mit Mr. Dithers wie auch den Kauf des Hundes. Zudem wird Dagwood gekündigt, und er muss mit Chin-up, der ein wichtiges, aber auch giftiges, Dokument angefressen hat, zum Tierarzt. Da er aber die Rechnung nicht bezahlen kann, behält der Tierarzt den Hund als Pfand.
Da Dagwood ohne den Hund nach Hause kommt, geht Blondie davon aus, dass er verkauft sei und gibt das Geld gleich aus. Als sie am Vormittag des nächsten Tages vom Tierarzt angerufen wird, geht sie zum Scheidungsanwalt. Dieser überzeugt sie jedoch, auf die Scheidung zu verzichten und zu versuchen, Chin-up zu mögen. Daher löst sie den Hund aus, wobei sie den Tierarzt deutlich herunterhandelt. Mr. Dithers hat inzwischen das Problem mit Mr. Pincus bereinigt, muss aber nun verhindern, dass Chin-up an der nächsten Hundeschau teilnimmt, da dies die Chancen des Hundes von Mr. Pincus deutlich verringern würde. Daher stellt Mr. Dithers Dagwood wieder ein und nimmt ihm das Versprechen ab, dass Chin-up nicht teilnimmt. Außerdem will Mr. Dithers den Schaden, die Tierarztrechnung und auch Blondies Wünsche bezahlen. Wieder zu Hause, liest Blondie in der Zeitung von der Hundeschau und erfährt, dass Chin-up in dem Wettbewerb 500 Dollar gewinnen kann. Da sie nichts von Dagwoods Abmachung weiß, meldet sie den Hund an. Vom Tierarzt weiß sie zwar, dass Chin-up bei solchen Wettbewerben regelmäßig disqualifiziert wird, weil er nicht stillstehen will, zufällig findet sie aber heraus, dass sie in dazu bringen kann, wenn sie ihm In the Shade of the Old Apple Tree vorsingt.
Am Tag der Hundeschau fährt Mr. Dithers die ganze Familie Bumstead zu der Veranstaltung. Dort tritt auch der Robert Mitchell Boy Choir, ein Knabenchor, auf. Nach einigen Komplikationen nimmt Blondie mit Chin-up an dem Wettbewerb teil. Wie erwartet, will der Hund nicht stillstehen, weshalb sie ihm das Lied vorsingt. Das funktioniert allerdings nur, bis einer der Schiedsrichter sie auffordert, still zu sein. Als sich Chin-up wieder hinlegt, bittet Blondie den Chor, das Lied zu singen, doch der hat es nicht im Repertoire. Er könne aber das Lied Trees singen. Verzweifelt nimmt Blondie das Angebot an, und es funktioniert. Chin-up gewinnt den Wettbewerb. Als der Besitzer des Hundes aufgerufen wird, folgt aber nicht nur Blondie dem Aufruf, sondern auch Dagwood, Mr. Dithers, Mr. Pincus, Cliff Peters und sogar der Tierarzt. Dabei kommt es zu Handgreiflichkeiten, die von der Polizei unterbunden werden müssen. Das Komitee beschließt, Blondie das Geld zu geben, weil sie den Hund angemeldet hat. Außerdem kauft Mr. Pincus den Hund für 1000 Dollar von Mr. Dithers. Dieser wiederum übernimmt nun wirklich die Kosten für den Schadenersatz und für Blondies Wünsche.
Running Gag mit dem Briefträger Mr. Crumb
Auf einem Ast sitzend sieht der Briefträger zu, wie Dagwood zur Arbeit rennt. Doch kaum ist Dagwood fort, bricht der Ast ab, und der Briefträger fällt zu Boden. Dies kommentiert er seufzend mit der Bemerkung, es seien nur noch zwei Jahre bis zur Rente. Später wird er noch einmal von Blondie umgefahren, als sie auf einem Fahrrad durch die geschlossene, frisch reparierte Haustür fährt.

## Hintergrund
Blondie in Society wurde vom 4. April bis zum 7. Mai 1941 von Columbia produziert. Für das Szenenbild waren Lionel Banks und Jerome Pycha verantwortlich.
Die Welturaufführung von Blondie in Society war am 17. Juli 1941. Columbia übernahm auch den Vertrieb des Films. Über eine Aufführung im deutschsprachigen Raum ist nichts bekannt.

### Musik
In Blondie in Society werden folgende Lieder vorgetragen:
- In the Shade of the Old Apple Tree, Musik von Egbert Van Alstyne, Text von Harry H. Williams, gesungen von Penny Singleton
- Oh Where, Oh Where, Has My Little Dog Gone?, Traditional mit einem Text von Septimus Winner, gesungen vom Robert Mitchell Boy Choir
- Trees, ein von Oscar Rasbach vertontes Gedicht von Joyce Kilmer, gesungen von Penny Singleton und dem Robert Mitchell Boy Choir

## Kritiken
Blondie in Society wurde allgemein positiv bewertet. Der Film wird als einer der besseren der Serie eingestuft, vor allem aber als sehr witzig. Zumindest aber biete er sehr gute Unterhaltung für Familien. Der rätselhafte Titel wird dagegen kritisiert.
Wenig überraschend werden die Hunde hervorgehoben. Harrison’s Reports legten den Film Hundeinteressierten nahe und die Kritikerinnen der Motion Picture Reviews meinten, die Hunde verdienten Applaus. Die Variety konzentrierte sich auf die Dogge und hob dabei die Szene, in der der Hund rülpste, hervor.
Auch wenn die Kritiker bei einer so lange Serie die Stammschauspieler üblicherweise nicht ansprechen, werden Penny Singleton und Arthur Hale als perfekt für die Hauptrollen eingestuft, beziehungsweise festgestellt, dass Penny Singleton gut singt. Darüber hinaus werden William Frawley und Edgar Kennedy hervorgehoben, wie auch der Chor und die Regie von Frank R. Strayer.